# 田手畷の戦い
田手畷の戦い （たでなわてのたたかい）は、享禄3年（1530年）、北部九州の覇権をめぐり周防国の大名大内氏と肥前国の大名少弐氏との間で起きた戦い。

## 経過
大内氏と少弐氏とは、室町時代を通じて北九州（大宰府）の覇権を争う宿敵同士であった。明応6年（1497年）には大内義興は少弐政資を滅ぼし、かつては鎮西の覇者であった少弐氏を肥前の一地方勢力に転落させることに成功している。
大内義隆（義興の子）は宿敵の少弐資元（政資の子）に止めを刺すべく筑前国守護代杉興運に命じて大内方の北九州の諸将を率いさせ、資元の居城肥前勢福寺城を攻撃させた。少弐方の諸将（龍造寺家兼や馬場頼周など）が筑後川支流の田手川付近で奮戦するが、兵力で劣勢の少弐勢は、敗色が濃厚であった。しかし、鍋島清久・清房父子や石井忠清を主将とする石井党らが率いる赤熊（）奇襲隊の活躍もあって、遠征してきた興連を敗走させた。大内方は横岳資貞・筑紫尚門などが戦死している。

## 戦後
この戦いの後、佐賀平野南部の有力領主らを味方につけ戦勝に貢献した龍造寺氏が、少弐家中での発言権を強め、戦国大名化していく契機となった。
この勝利に勢いづいた少弐氏は逆に大宰府に侵攻するなど一時勢力を回復させたが、大内家の周防国守護代陶興房が九州に乗り込んでくると再び劣勢になり、さらには義隆が自身で大軍を率いて攻勢をかけて来ると、頼みの家兼にも見放された。
天文4年（1535年）には、資元は自刃して果てたため、少弐氏は一時滅亡した。
この田手畷の戦いが行われた田手川の地では、この戦いの334年後に再び戦いが発生した。明治7年（1874年）の佐賀の乱である。